# Dance with the Wolves
Dance with the Wolves är en singel av den ukrainska sångerskan Ruslana. Sången fanns med på albumet Wild Dances från 2004 men själva singelns släpptes i maj 2005. Singeln släpptes i Belgien, Tyskland, Sverige, Schweiz, Tjeckien, Slovakien, Israel, Rumänien och Ukraina.
Delar ur videon till Dance with the Wolves censurerades i rysk TV eftersom den visade scener ur den orangea revolutionen där Ruslana öppet stödde västorienterade Viktor Jusjtjenko. 
Singeln har legat etta i Ukraina och Rumänien.

## Låtlista
1. Dance with the Wolves [Wild Version]
2. Dance with the Wolves [Pop Version]
3. Ring Dance with the Wolves [DJ Zebra]
4. Ring Dance with the Wolves [Ukrainian Radio Edit]
5. Dance with the Wolves [Club Version] [Harem]
6. Dance with the Wolves [Club Version] [Treat Brothers]
7. Dance with the Wolves [Hard Version] [City'sh Mix]
8. Ring Dance with the Wolves [Club Version] [DJ Zegra]
9. Dance with the Wolves [Greencash R'N'B Remix] [Max Chorny]
10. Dance with the Wolves [Instrumental Version]
11. Dance with the Wolves [Acapella Version]